# Філід
Філіди (ірл. fili; згідно етимології — від welet-, wel — бачити, тобто «провидець»; за іншою версією, слово входить до індоевропейських термінів, пов'язаних з потойбіччям (пор. валькірія, Валгалла)) — в ірландській традиції придворний музикант, який також розумівся на праві, історії, традиціях, умів передбачати і чаклувати. Філіди становили окремий стан чи навіть касту разом з друїдами (жерцями), рігами (вождями королівств та кланів), феніями (професійними воїнами)

## Філіди в давноірландському суспільстві
Щоб стати філідом і бути офіційно прийнятим у цей стан потрібно було багато років проходити навчання у вчителя, а також під час відлюдництва «вчитися слухаючи шум хвиль» як сказано в давніх ірландських легендах, міфах та історичних переказах. Філіди відігравали важливу роль при дворі ірландських королів — як регіональних так і верховних. До їх порад прислухалися, їх шанували. Королі та вожді кланів зобов'язані були нагороджувати філідів за складання віршів, поем і пісень, практично зобов'язані були утримувати їх. У випадку, коли вождь чи король не виконував цей обов'язок або коли нагорода філіду була занадто мізерною філід міг скласти пісню прокляття королю, що могла мати вкрай негативні наслідки для скупого правителя, аж до смерті останнього. До філідів прислухались в народі, філіди користувались величезним впливом та авторитетом. Часто лише одна пісня складена філідом могла стати причиною повстання проти короля чи війни між королівствами. Так звана «сатира» філіда могла повністю знищити авторитет тої чи іншої людини, змінити її соціальний статус. Звичай передбачав суворе покарання філіду за несправедливі наклепи або навіть за погано переказану філідом історію. Але превілегії філідів мало хто обмежував. Деякі філіди зловживали своїм становищем. Так відомий в історії філід Фланд мак Лонан з королівства Коннахт розбагатів вимагаючи подарунків за свої вірші та пісні і погрожуючи скласти прокляття, якщо в подарунках йому відмовлять. Проте колеги по ремеслу нарекли його за це «син диявола» — подібний спосіб життя не викликав поваги седед цього стану і поет сам міг отримати від колег прокляття. Але традиція продовжувала його пам'ятати як одного з найвизначніших поетів Коннахту. Філіди крім того, що належали до різних шкіл, поділялися на градації, на майстрів з певним степупенем, певним днанням — крім звичайних філідів виділяли більш високу категорію — арнутів і найвищих майстрів слова — оллам. 

## Філіди і християнство в Ірландії
Після прийняття християнства стан філідів (на відміну від друїдів) зберігся. Відомо, що в свій час на захист філідів виступив святий Колумба — один із хрестителів кельтів, за що філід Еохайд Форгала (він же — Еохайд Філід, Даллан Форгала) склав святому Колумбі пісню славлення. Справа в тому, що після прийняття християнства Ірландією в VI столітті філідам загрожували вигнання, як носіям поганських міфів та легенд, але низка діячів церкви виступили на захист філідів. Більше того твори філідів були записані у монастирях Ірландії. Навіть ті, які носили відверто поганський характер. Питання щодо філідів розглядалося навіть на церковному соборі в Друїмкета (575 рік).

## Філіди в історії
Філіди також були носіями скел (ірландських саг) — переказів та легенд по історії Ірландії, про життя і діяльність ірландських королів та героїв. Тобто були носіями не тільки пісенної і поетичної, фольклорної і сакральної традицій, але і виконували функцію істориків. Як говорить давня ірландська приказка: «Той не філід, хто не узгоджує між собою і не зв'язує скели». Філіди були хранителями давнини (ірл. — senchas). Традиції численних філідських шкіл лишилися безіменними — імена багатьох авторитетних вчителів філідів історія не зберегла. Відомо тільки, що в давній Ірландії існували багато різних шкіл поетичної майстерності. Кожен філід зобов'язаний був мати певну кількість учнів, щоб традиція не згасла. Взаємовідносимни між різними школами майстерності філідів, багато з яких були відомі по всій Ірландії, не відомі. Традиції філідів збереглася і після втрати Ірландією незалежності — після англо-саксонського завоювання. Зустрічаються відомості про діяльність філідів як народних поетів, піснярів, оповідачів у XIII та наступних століттях.

## Філіди в літературі та фольклорі
Філіди були героями чисельних ірландських легенд, міфів, скел. Однією зі скел в яких особливо яскрава оспівана парофесія філідів є скела «Розмова двох мудреців».

### Розмова двох мудреців
(уривок скели)
Адна мак Удідір з Коннахту був першим серед філідів Ірландії в науці та мистецтві поезії. Був у нього син на ймення Неде. Вирушив Неде вчитися мистецтву поезії в Альбу до Еоха Екбела і був у нього, доки не досяг успіхів в цьому. Якось йшов він берегом моря, бо вважали філіди, що біля води відкримається їм таємне знання. Раптом почув він з хвиль сумну та журливу пісню, і охопило його здивування. Тоді прорік він закляття хвилям, щоб відкрилось йому суть цієї таємниці. І дізнався він, що сумували хвилі про смерть батька його, Адна, і що одяг його віддали Ферхетне, філіду, який став першим поетом і Ірландії. Пішов Неде до дому і розповів про це своєму вчителю.
— Вирушай назад у свій край, — сказав йому Еоху, — бо немає місце нашій мудрості під одним дахом. Мудрість підкаже тобі, хто перший у цьому мистецтві. 
Вирушив Неде в дорогу з трьома барами: Лугайдом, Кайпре та Круттіне. Дорогою зустрівся їм дощовик.
— Чому він зветься болг белке? — спитав один з них.
Не знали вони відповіді і пішли назад до Еоха, і провели з ним ще місяць. Потім знову вирушили в дорогу. Зустрівся їм дорогою очерет. Не знали вони, чому зветься він сімід, і повернулись назад до свого вчителя. Місяць пробули в нього і знову вирушили в дорогу. Зустрівся їм гасс санайс, і знову не знали вони чому він так називається. Повернулись вони до Еоху і пробули з ним ще місяць. Коли ж нарешті дізнались вони відповіді на всі запитання, то вирушили вони в дорогу до Кінд Тіре, а звідти до Рінд Снок. Від Порт Ріг поплили вони по морю і ступили на землю біля Рінд Роск. Потім йшли вони через Семне, Латарна, Маг Ліне, Олларба, Тулах Роск, Ард Слебе, Креб Селха, Маг Еркайте, через річку банна, вздовж Уахтар, через Гленн Ріге, через землі племені Уї Бресайл, через Ард Сайлех, що зветься нині Арма, через Сідбург на Емна.
Так йшов юнак, і була над ним срібна гілка, бо так личить арнуту. Золоту гілку несли над олламом і мідну над іншими філідами. Підійшли вони до міста Емайн Маха, і біля нього зустрівся їм на рівнині Брікріу. І сказав Брікріу, що якщо нагородить його Неде, то він допоможе стати йому олламом. Дав тоді йому Неде пурпурну сорочку, що була розшита золотом і сріблом, і звелів йому Брікріу ввійти і сісти на місце оллама. І ще сказав йому, що помер Ферхертне, а був він в той час на північ під Емайн Махи, де вчив своїх учнів і давав їм настанови…